# 小西あすか
小西 あすか（こにし あすか、1983年5月1日 - ）は、日本の元AV女優。
沖縄県出身、松浦咲希己名前での出演作がある。

## 略歴
- 2004年12月に「アサヒ芸能」袋とじでいきなりヌードグラビア・デビュー[3]。
- 2006年1月よりグラビア誌登場。Vシネや演劇で活動したあと、AVに転身。
- 2006年12月にAVデビューで、小西あすかと改名した。
- 2007年に引退。

## 作品

### 松浦咲希己 名義

#### 成人映画
2006年
- 新任女教師 二人だけの教育実習（5月24日、TMC）

出演：松浦咲希己、流海、岡崎瑞穂、あさくらはるか、網島渉
監督：城定秀夫
- セレブ妻の憂鬱 覗かれた高級エステサロン（11月22日、TMC）

出演：上村優子、松浦咲希己、羽田陽子、ひまわり、桜沢みお、沢辺佳子、花多ひとみ、松田佳子
監督：江面貴亮

#### 写真集
2006年
- 女優のタ・マ・ゴちゃん（6月21日、イースト・プレス）
- 女教師の教育実習（8月23日、イースト・プレス）

### 小西あすか 名義

#### アダルトビデオ
2006年
- Debut 小西あすか（12月22日、ケイ・エム・プロデュース）

2007年
- 痴女フルコース 小西あすか（1月19日、ケイ・エム・プロデュース）
- セル初・超デジモ 小西あすか（4月20日、レアル・ワークス）
- PERFECT SELECTION 小西あすか BEST（7月20日、レアル・ワークス）…総集編